# Episodi di Gantz
Questa è la lista degli episodi dell'anime Gantz, tratto dall'omonimo fumetto di Hiroya Oku. La serie è composta da due stagioni di 13 puntate ciascuna per un totale di 26 episodi, prodotti dallo studio Gonzo e diretti da Ichiro Itano. La trama segue le vicende del giovane Kei Kurono, che muore in un incidente ferroviario e si ritrova coinvolto in un misterioso gioco/guerra in cui lui ed altre persone appena morte sono costretti a dare la caccia a creature aliene sul territorio giapponese.
La prima serie è stata trasmessa dal 12 aprile al 22 giugno 2004 su Fuji Television, mentre la seconda è andata in onda sul canale AT-X dal 26 agosto al 18 novembre dello stesso anno. Le puntate sono state raccolte anche in 12 DVD, distribuiti dal 28 agosto 2004 al 29 giugno 2005 e successivamente accorpati in un'edizione in due box. La trasmissione televisiva giapponese della prima serie ha subìto numerose censure a causa delle frequenti scene di nudo e violenza. L'edizione DVD contiene invece gli episodi integrali. La sigla di apertura degli episodi è Super Shooter di Rip Slyme, mentre quella di chiusura è Last Kiss di BONNIE PINK.
In Italia i diritti sono stati acquistati dalla Yamato Video. Dal 21 dicembre 2009 la serie è stata trasmessa in prima visione sul canale Dahlia Eros, della piattaforma a pagamento Dahlia TV, e dal 1º luglio 2010 sul canale satellitare Man-ga di Sky (in entrambi i casi è andata in onda la versione integrale homevideo). Per il mercato home video sono stati messi in commercio nel 2010 due box di DVD da tre dischi ciascuno.

## Gantz: First Stage
| Nº | Titolo italiano Giapponese 「Kanji」 - Rōmaji                                                       | In onda        | In onda          |
| Nº | Titolo italiano Giapponese 「Kanji」 - Rōmaji                                                       | Giapponese     | Italiano         |
| 1  | Una nuova mattina è giunta 「新しい朝が来た」 - Atashii Asa ga Kita                                 | 12 aprile 2004 | 21 dicembre 2009 |
| 2  | Non è un essere umano! 「人間じゃねぇ」 - Ningen Jyanee                                             | 19 aprile 2004 | 23 dicembre 2009 |
| 3  | Kei-chan, sei fantastico! 「計ちゃん、すっげえ」 - Kei-chan, suggee                                 | 19 aprile 2004 | 28 dicembre 2009 |
| 4  | È ora di assegnare il punteggio 「それぢわ、 ちいてんをはじぬる」 - Sore ji wa, chiiten wo hajinuru | 27 aprile 2004 | 30 dicembre 2009 |
| 5  | Ciò significa che quella volta... 「っていうことは あの時」 - Tteiukoto wa ano toki                 | 4 maggio 2004  | 4 gennaio 2010   |
| 6  | Evviva! 「やったああああっ」 - Yattaaaaa!                                                           | 11 maggio 2004 | 6 gennaio 2010   |
| 7  | Sei sotto tiro 「狙ってるぜ」 - Neratteruze                                                         | 18 maggio 2004 | 11 gennaio 2010  |
| 8  | Si mette male! 「やべぇ」 - Yabee                                                                   | 25 maggio 2004 | 13 gennaio 2010  |
| 9  | Ucciderò all'istante 「ソッコー殺す」 - Sokkō Korosu                                                | 1º giugno 2004 | 18 gennaio 2010  |
| 10 | Yuzo? 「裕三君？」 - Yuzou-Kun?                                                                     | 8 giugno 2004  | 20 gennaio 2010  |
| 11 | Non riuscirà a sparare 「あいつは撃てない」 - Aitsu wa Utenai                                       | 8 giugno 2004  | 25 gennaio 2010  |
| 12 | Kato, aspettami 「加藤くんは待っていて」 - Katou-kun wa Matteite                                    | 15 giugno 2004 | 27 gennaio 2010  |
| 13 | Ti chiedo di morire 「死んで下さい」 - Shinde Kudasai                                               | 22 giugno 2004 | 1º febbraio 2010 |

## Gantz: Second Stage
| Nº | Titolo italiano Giapponese 「Kanji」 - Rōmaji                                                                | In onda           | In onda          |
| Nº | Titolo italiano Giapponese 「Kanji」 - Rōmaji                                                                | Giapponese        | Italiano         |
| 14 | Addio 「さようなら」 - Sayounara                                                                             | 26 agosto 2004    | 3 febbraio 2010  |
| 15 | Presto, voglio andare! 「早くイキてぇっ！」 - Hayaku Ikiteee!                                                | 2 settembre 2004  | 8 febbraio 2010  |
| 16 | Lo farò io! 「俺がやる！」 - Ore Gayaru!                                                                     | 9 settembre 2004  | 10 febbraio 2010 |
| 17 | Dobbiamo sparare a questi, giusto? 「こいつら撃っていいんだろ？」 - Koitsura Utte Iindaro?                   | 16 settembre 2004 | 15 febbraio 2010 |
| 18 | Bentornato! 「おかえり」 - Okaeri                                                                            | 23 settembre 2004 | 17 febbraio 2010 |
| 19 | E quello cos’è? 「なんじゃおりゃあ」 - Nanja Oryaa                                                           | 30 settembre 2004 | 22 febbraio 2010 |
| 20 | Sparami! 「おれをうて」 - Ore o Ute                                                                          | 7 ottobre 2004    | 24 febbraio 2010 |
| 21 | Fratellone? 「あ兄ちゃん」 - Onichan                                                                         | 14 ottobre 2004   | 1º marzo 2010    |
| 22 | Non dirlo mai più! 「二度と言うな！」 - ni do to iuna                                                        | 21 ottobre 2004   | 3 marzo 2010     |
| 23 | L'alieno Kurono 「玄野星人！」 - Kurono Seijin                                                               | 28 ottobre 2004   | 8 marzo 2010     |
| 24 | Non esiste labirinto da cui non si possa uscire 「出られない迷宮はないんだ」 - derarenai meikyuu wa nai n da | 4 novembre 2004   | 10 marzo 2010    |
| 25 | Torneremo a casa vivi 「生きて帰ろうぜ」 - ikite kaerouze                                                    | 11 novembre 2004  | 15 marzo 2010    |
| 26 | Restate in vita, vi prego! 「生きてくれ」 - ikite kure                                                       | 18 novembre 2004  | 17 marzo 2010    |